# Descendants (phim 2015)
Descendants (tạm dịch: Hậu duệ) là một bộ phim của hãng Disney kể về con cái những kẻ tàn ác trong thế giới cổ tích Disney. Bộ tứ bao gồm: cô nàng xinh đẹp Mal (Dove Cameron) - con gái của Maleficent, Jay (Booboo Stewart) - con trai của Jafar, Evie (Sofia Carson) - con gái của Evil Queen, và Carlos (Cameron Boyce) - con trai của Cruella de Vil.
Bối cảnh của Descendants diễn ra tại Auradon, một vương quốc ở thời hiện đại, nơi sinh sống của các nhân vật tốt trong những bộ phim cổ tích của Nhà Chuột. Trong khi đó, những nhân vật phản diện của Disney đã bị đánh bại và đày tới Isle of the Lost, một nhà tù cách xa khỏi thế giới. 20 năm sau, Ben (Mitchell Hope), con trai của người đẹp Belle và quái thú Beast lên ngai vàng của vương quốc Auradon. Nhằm hàn gắn quan hệ giữa những nhân vật tốt với các nhân vật phản diện của Disney, Ben cho phép những đứa con đang ở tuổi vị thành niên của phe "người xấu" có cơ hội đến học tại một trường học ưu tú - nơi trước đây chỉ thừa nhận trẻ em của "người tốt". Những hậu duệ này cố gắng hòa hợp với các bạn cùng trường, cho dù nhiều học sinh trong trường học này là con cái của kẻ thù cha mẹ họ. Ngoài những nhân vật đã nói ở trên, trong trường còn có Jane - con gái Bà tiên (Fairy Godmother), Audrey - con gái Công chúa ngủ trong rừng, Chad – con trai của Lọ Lem, Lonnie - con gái Hoa Mộc Lan và một nhân vật tên là Doug - con trai của chú lùn Dopey (trong Bạch Tuyết và bảy chú lùn). Hầu hết các diễn viên đóng vai con cái các nhân vật cổ tích trong Descendants đều là cựu thành viên của Disney Channel. Một số là diễn viên mới nhưng khá nổi tiếng như Booboo Stewart (Twilight, X-Men: Days of Future Past). Phim còn có sự tham dự của Kristin Chenoweth vai Maleficent, Kathy Najimy vai Evil Queen, Maz Jobrani vai Jafar và Wendy Raquel Robinson vai Cruella de Vill, cùng nhiều diễn viên khác. Đạo diễn nổi tiếng Kenny Ortega của High School Musical sẽ chỉ đạo thực hiện bộ phim.
Descendants được tách ra thành một loạt phim hoạt hình ngắn mang tên Descendants: Wicked World và phần 2 mang tên Descendants 2 công chiếu vào tháng 7 năm 2017.

## Sản xuất
Vào ngày 12 tháng 12 năm 2013, Disney Chanel tuyên bố sản xuất bộ phim và phát hành cốt truyện. Kenny Ortega, một đạo diễn đã từng làm việc với kênh Disney Channel trong bộ ba tác phẩm High School Musical, đã được thông báo sẽ đạo diễn bộ phim. Kịch bản được viết bởi Josann McGibbon và Sara Parriott. 
Bộ phim bắt đầu quay vào mùa xuân năm 2014 tại Victoria, British Columbia, Canada. Các trang phục trong phim được thiết kế bởi Kara Saun.

## Phát sóng
Descendants đã được chiếu trên Family Channel ở Canada và Hoa Kỳ vào ngày 31 tháng 7 năm 2015. Bộ phim chiếu vào ngày 1 tháng 8 năm 2015 trên kênh Disney Channel ở Úc và New Zealand vào ngày 25 tháng 9 năm 2015 ở Vương quốc Anh và Ai Len.
Ở Trung Đông và Châu Phi, bộ phim được công chiếu vào ngày 18 tháng 9 năm 2015 trên kênh Disney Channel của Anh. Nó cũng được công chiếu ở Thổ Nhĩ Kỳ vào ngày 17 tháng 10 năm 2015.

## Phương tiện truyền thông
Descendants được phát hành trên DVD vào ngày 31 tháng 7 năm 2015.

## Nhạc phim
Album nhạc phim được trình bày bởi các diễn viên trong phim được phát hành vào ngày 31 tháng 7 năm 2015 bởi Walt Disney Records. Nhạc nền đạt vị trí số 1 trên Billboard 200 tại Mỹ và đứng đầu trong các Top Album kỹ thuật số và Top nhạc phim của Mỹ.
| STT | Nhan đề                                                | Sáng tác                                                              | Trình bày                                              | Thời lượng |
| --- | ------------------------------------------------------ | --------------------------------------------------------------------- | ------------------------------------------------------ | ---------- |
| 1.  | "Rotten to the Core"                                   | Joacim Persson Shelly Peiken Johann Alkenas                           | Dove Cameron Cameron Boyce Booboo Stewart Sofia Carson | 2:42       |
| 2.  | "Evil Like Me"                                         | Andrew Lippa                                                          | Kristin Chenoweth Cameron                              | 3:44       |
| 3.  | "Did I Mention"                                        | Adam Schlesinger                                                      | Mitchell Hope                                          | 2:33       |
| 4.  | "If Only"                                              | Adam Anders Nikki Hassman Peer Astrom                                 | Cameron                                                | 3:49       |
| 5.  | "Be Our Guest"                                         | Alan Menken Howard Ashman                                             | Mitchell Hope Spencer Lee Kala Balch Marco Marinangeli | 1:55       |
| 6.  | "If Only (Reprise)"                                    | Anders Hassman Astrom                                                 | Cameron                                                | 0:41       |
| 7.  | "Set It Off"                                           | Sam Hollander Josh Edmondson Grant Michaels Craig Lashley Charity Daw | Cameron Carson Boyce Stewart Hope Sarah Jeffery Lewis  | 2:54       |
| 8.  | "Believe"                                              | Shawn Mendes Geoffrey Warburton Glen Scott Martin Terefe              | Shawn Mendes                                           | 3:28       |
| 9.  | "Rotten to the Core" (Single version)                  | Persson Peiken Alkenas                                                | Carson                                                 | 2:54       |
| 10. | "Night Is Young" (from Descendants: Wicked World)      | Augie Ray Jintae Ko Lindy Robbins                                     | China Anne McClain                                     | 3:02       |
| 11. | "Good Is the New Bad" (from Descendants: Wicked World) | Aris Archontis Chen Neeman Jeannie Lurie                              | Cameron Carson McClain                                 | 2:34       |
| 12. | "I'm Your Girl" (from Descendants: Wicked World)       | Dustin Burnett Stephanie Lewis Paula Winger                           | Felicia Barton                                         | 2:38       |
| 13. | "Descendants Score Suite"                              | David Lawrence                                                        | David Lawrence                                         | 6:49       |

## Giải thưởng
| Năm  | Giải thưởng                      | Hạng mục                                                                                       | Người được đề cử                 | Kết quả   | Ref.   |
| ---- | -------------------------------- | ---------------------------------------------------------------------------------------------- | -------------------------------- | --------- | ------ |
| 2015 | Teen Choice Awards               | Choice Movie TV Song                                                                           | Shawn Mendes – "Believe"         | Đề cử     | [ 10 ] |
| 2016 | Writers Guild of America Award   | Children's Longform Program                                                                    | Josann McGibbon và Sara Parriott | Đoạt giải | [ 11 ] |
| 2016 | Directors Guild of America Award | Outstanding Directorial Achievement in a Children's Program                                    | Kenny Ortega                     | Đoạt giải | [ 12 ] |
| 2016 | Golden Reel Awards               | Sound Editing In Television - Musical: Long Form                                               | Amber Funk                       | Đề cử     | [ 13 ] |
| 2016 | 68th Primetime Emmy Awards       | Outstanding Music Composition For A Limited Series, Movie Or Special (Original Dramatic Score) | David Lawrence                   | Đề cử     | [ 14 ] |